# 횡단성
미분기하학에서, 횡단성(橫斷性, 영어: transversality)은 두 부분 다양체 또는 (보다 일반적으로) 같은 공역을 갖는 두 함수 사이에 정의되는 대칭 관계이다. 횡단성은 작은 호모토피에 대하여 불변이며(안정성), 거의 모든 함수에 대하여 성립한다(일반성). 서로 횡단적인 두 부분 다양체의 교집합은 부분 다양체를 이룬다.

## 정의
다음이 주어졌다고 하자.
- 매끄러운 다양체 {\displaystyle X}, {\displaystyle Y}, {\displaystyle M}
- 매끄러운 함수 {\displaystyle f\colon X\to M}, {\displaystyle g\colon Y\to M}

만약 다음 조건이 성립한다면, {\displaystyle f}와 {\displaystyle g}가 서로 횡단적이라고 하며, {\displaystyle f\pitchfork g}로 표기한다.
- 임의의 {\displaystyle x\in X} 및 {\displaystyle y\in Y}에 대하여, 만약 {\displaystyle f(x)=g(y)=m\in M}라면, {\displaystyle \mathrm {D} _{x}f(\mathrm {T} _{x}X)+\mathrm {D} _{y}g(\mathrm {T} _{y}Y)=\mathrm {T} _{m}M}이다.

{\displaystyle {\begin{matrix}X&{\overset {f}{\to }}&M&{\overset {g}{\leftarrow }}&Y\\x&\mapsto &m&{\leftarrow }\!\;\!{\mapsto \!\!\!\!\!\!\!\!\!\!}{\color {White}\!\;\blacksquare \!\!\blacksquare \!\!\!\!\!\!\!\!\!}&y\\\mathrm {T} _{x}X&{\underset {\mathrm {D} _{x}f}{\to }}&\mathrm {T} _{m}M&{\underset {\mathrm {D} _{y}g}{\leftarrow }}&\mathrm {T} _{y}Y\end{matrix}}}
부분 다양체 {\displaystyle X\subseteq M}는 포함 사상 {\displaystyle i\colon X\hookrightarrow M}으로 여길 수 있다. 두 부분 다양체(또는 부분 다양체와 매끄러운 함수)가 서로 횡단적이라는 것은 이 포함 사상에 대한 것이다.

## 성질
매끄러운 다양체 {\displaystyle M}의 부분 다양체 {\displaystyle X\hookrightarrow M} 및 매끄러운 함수 {\displaystyle g\colon Y\to M}가 주어졌다고 하자. 만약 {\displaystyle X\pitchfork g}라면,
{\displaystyle g^{-1}(X)=\{y\in Y\colon g(y)\in X\}}
는 {\displaystyle Y}의 부분 다양체이며, 그 여차원은 {\displaystyle X}의 여차원과 같다.
{\displaystyle \operatorname {codim} _{Y}g^{-1}X\dim Y-\dim g^{-1}(X)=\operatorname {codim} _{M}X=\dim M-\dim X}
특히, 만약 {\displaystyle g} 역시 매장이라고 하자. 즉, 두 부분 다양체 {\displaystyle X,Y\subseteq M}가 주어졌다고 하고, {\displaystyle X\pitchfork Y}라고 하자. 그렇다면, {\displaystyle X\cap Y\subseteq M} 역시 부분 다양체이며,
{\displaystyle \operatorname {codim} _{M}(X\cap Y)=\operatorname {codim} _{M}X+\operatorname {codim} _{M}Y}
이다. 즉,
{\displaystyle \dim(X\cap Y)=\dim X+\dim Y-\dim M}
이다.

### 안정성
다음이 주어졌다고 하자.
- 매끄러운 함수 {\displaystyle f\colon X\to M}
- 매끄러운 호모토피 {\displaystyle g\colon [0,1]\times Y\to M}, {\displaystyle (t,y)\mapsto g_{t}(y)}

그렇다면, 만약 {\displaystyle f\pitchfork g_{0}}이라면,
{\displaystyle \inf\{t\in [0,1]\colon f\pitchfork g_{t}\}>0}
이다. 즉, 어떤 {\displaystyle \epsilon >0}에 대하여, 모든 {\displaystyle t\in [0,\epsilon )}에 대하여 {\displaystyle f\pitchfork g_{t}}이게 된다.

### 일반성
다음이 주어졌다고 하자.
- 매끄러운 다양체 {\displaystyle X,Y,M}
- 경계다양체 {\displaystyle S}
- 매끄러운 함수 {\displaystyle f\colon X\to M}
- 매끄러운 함수 {\displaystyle g\colon S\times Y\to M}, {\displaystyle (s,y)\mapsto g_{s}(y)}

또한,
- {\displaystyle f\pitchfork g}
- {\displaystyle f\pitchfork (g\upharpoonright \partial S\times Y)}

라고 하자. 톰 횡단 정리(영어: Thom transversality theorem)에 따르면, 다음이 성립한다.
- 거의 모든 {\displaystyle s\in S}에 대하여, {\displaystyle f\pitchfork g_{s}}이다.
- 거의 모든 {\displaystyle s\in \partial S}에 대하여, {\displaystyle f\pitchfork g_{s}}이다.

여기서 “거의 모든”은 {\displaystyle S} 또는 {\displaystyle \partial S}의 르베그 측도에 대한 것이다. 즉, 이 조건이 실패하는 {\displaystyle s}의 집합은 영집합이다.

## 역사
톰 횡단 정리는 르네 톰이 증명하였다.